# 青年 (森鷗外)
『青年』（せいねん）は、森鷗外の長編小説。1910年3月から翌年8月まで「スバル」に連載。
一青年の心の悩みと成長を描き、利他的個人主義を主張した作品。夏目漱石の『三四郎』（1908年新聞連載）に影響されて書かれた。明治時代の教養小説の主要作品の1つであり、青春小説の傑作。

## あらすじ
作家志望の小泉純一は上京すると、著名作家のもとを訪ねたり、親しくなった医学生大村に啓発されたりしていた。ある日劇を見に行ったとき、偶然知り合った坂井未亡人と知り合い、以後親しくなる。
次第に純一は坂井未亡人のことが忘れられなくなり、未亡人を追って箱根へ向かう。だが未亡人は岡村という画家と一緒であった。純一はそこで未亡人を、美しい肉体が横たわっているだけだと感じる。そのとき純一は、何か書こうと思えば書けるような気がした。そして当初思い描いていた現代小説ではなく、伝説を元にした小説を書こうと決心する。

## 各章の概要
1. 小説家志望として上京した小泉純一は、作家大石路花に会いに行く。
2. 大石の書くものは真の告白だと批評家は言う。
3. 小泉は借家を決めた。家主の知り合いで、大きな目の少女、お雪さんが登場。
4. 新居にお雪さんがまた来る。純一は何か言おうとして言葉が見つからない。
5. 小泉は故郷で、ベルタンさんという宣教師にフランス語を習った。
6. 瀬戸にさそわれ平田拊石の講演会に行く。小説家中で一番学問がある人だという。
7. 拊石のイブセン論。イブセンは求める人だ。自己で道を開く。
8. 講演会で知り合った大村と論じる。新しい人は道徳や宗教にとらわれず、古いものを壊して建設する。
9. イブセンの劇を見に行く。隣に座ったのが坂井夫人。夫人から話しかけてきて、家にフランス語の文学全集があるから見に来なさいと言われる。
10. 小泉の日記。坂井家を訪問した。
11. 大村が来る。ヒュイスマンスの小説は、青年の読む本ではないと論評。
12. 大村と汽車で大宮へ遠足。ワイニンゲルの女性論を論ずる。
13. 大石路花宅に行く。書いている東京新聞の社主が変わり、新聞をアカデミックに変えた。路花はどんなものを書くだろうか。
14. 部屋にお雪さんが来た。西洋雑誌の絵を見て、妹が入院した病院の話をしていく。
15. 小泉の日記。坂井家に行った。（日記の１枚は破かれた。）坂井夫人は年末箱根に行く。
16. 同郷県人の忘年会に出席。芸者を呼ぶか呼ばないかで、美徳だ偽善だと議論になった。
17. きれいな芸者、おちゃらと時々視線が合う。帰り際におちゃらから名刺をもらった。
18. 家に帰り、おちゃらの名刺をマアテルリンクの『青い鳥』の中にはさんだ。
19. 小泉の見た夢。出てくる女がおちゃらになり坂井夫人になりお雪さんになる。
20. 大村が来た。幸福とは、内に安心、外に勢力、と大村は言う。
21. 大村と歩く。三枝茂子の話を聞く。熱情的な短歌を読む一方、無邪気な質問をする女だった。
22. 箱根に行く。途中国府津で一泊。きれいな宿屋は泊めてくれず、真っ黒な宿に泊った。
23. 箱根で坂井夫人に会った。画家の岡村と睦まじくしていた。小泉は去った。
24. 東京に帰って作品を書く決心をする。宿のきれいな女中、お絹さんははしょんぼりしていた。

## 映像作品
- 1994年8月9日 - テレビドラマ「青年」（フジテレビ系）、出演：清水邦彦、柾木良子、井出薫
  - 深夜番組『文學ト云フ事』（火曜24:55 - 25:25）の一本として放送。

| フジテレビ 文學ト云フ事 | フジテレビ 文學ト云フ事 | フジテレビ 文學ト云フ事            |
| 前番組                  | 番組名                  | 次番組                             |
| ----------------------- | ----------------------- | ---------------------------------- |
| 朝雲 （1994年8月2日）   | 青年 （1994年8月9日）   | 或る少女の死まで （1994年8月16日） |